# Metal (Afrika Bambaataa)
Metal è un album di Afrika Bambaataa.

## Tracce
Lato A
Metal (Paul Daley Club Mix)
Lato B1
Metal (Paul Daley Dub 1)
Lato B2
Metal (Paul Daley Dub 2)